# 11712 Kemcook
11712 Kemcook è un asteroide della fascia principale. Scoperto nel 1998, presenta un'orbita caratterizzata da un semiasse maggiore pari a 2,6086236 UA e da un'eccentricità di 0,0895835, inclinata di 3,22331° rispetto all'eclittica.